# Эхо-взвод
«Эхо-взвод» (англ. Exosquad), также известен в русскоязычном переводе как «Космические спасатели лейтенанта Марша» — фантастический мультсериал, созданный «Universal Cartoon Studios» в 1993—1994 годах. Название происходит от слова «экзоскелет», поэтому правильнее переводить как «Экзо-взвод». Первый сезон был выпущен на DVD в 2009 году.

## Сюжет
К началу XXII века земляне колонизировали бо́льшую часть Солнечной системы, терраформировали Венеру и Марс. Кланы пиратов, независимые от правительства, заселили внешние планеты системы. Конгресс Ближних Миров (англ. Homeworlds) ведёт с ними борьбу посредством Эхофлота (англ. Exofleet) — практически единственного официального военного формирования Солнечной системы.
Для освоения Марса терранами был искусственно создан новый биологический вид, Neo sapiens, «неосапианты» (дословно — «новые разумные», в версии, которая транслировалась по ОРТ, их именовали «неосепиантами», герои сериала на жаргоне употребляли слово «неосап» в оскорбительном контексте и «неос» для обозначения вида). Эти существа физически сильнее людей и способны выживать в сложных условиях новых планет. Главные отличия от людей: мощные тела, синяя кожа, нет волос, а руки и ноги — четырёхпалые, с двумя противостоящими большими пальцами. Имеют одну или несколько разноцветных геометрических фигур на голове в области лба, служащих именным отличительным знаком. У неоомеги в 20-м эпизоде меняется цвет фигуры, однако природа этих изображений не разъясняется. Неосапиантам не требуется сон, для восстановления сил им достаточно лишь кратковременного (по человеческим меркам) отдыха. Они практически не подвержены болезням — за исключением автомутационного синдрома, возникающего при тяжёлых физических повреждениях. Представители этой расы использовались на тяжёлых работах, в подопытных целях и не имели гражданских прав. За полвека до начала событий сериала неосапианты подняли восстание, судя по вступительному ролику и комиксу, частично захватившее и Венеру. Оно было подавлено, но показало терранам опасность такого бесцеремонного с ними обращения. Однако они предпочли не замечать эту опасность, что привело к войне неосапиантов и людей.
Через пятьдесят лет после неудавшегося восстания Фэйтон — глава неосапиантов — решает приступить к реализации своего плана по уничтожению расы Homo sapiens. Он инициирует поход Эхофлота на пиратов и довольно быстро захватывает все три планеты Ближних Миров. Конгресс капитулирует, но люди с Земли и Венеры организуют Движение Сопротивления, а Эхофлот начинает войну за освобождение человечества.
Война в сериале показывается с точки зрения отдельного взвода под командованием лейтенанта Джей Ти Марша. Взвод, пилотирующий летающих роботов, называемых эхолётами (экзоскелеты, E-Frames, основной вид боевой техники в сериале), играет ключевую роль в войне с неосапиантами. Остроту конфликту Эхо-взвода с Фэйтоном придаёт тот факт, что один из бойцов Марша — неосапиант, сражающийся на стороне землян, причём именно он в прошлом возглавлял первое восстание против людей.
В первом из двух сезонов Эхо-взвод спасает флот от уничтожения, связывается с Сопротивлением Земли и Венеры, уничтожает завод по производству неосапиантов на Марсе и сбрасывает Фэйтона с марсианской горы Олимп, в результате чего тот заболевает автомутационным синдромом. Во втором сезоне Эхофлот договаривается с пиратами и начинает планомерно отбивать у неосапиенов захваченные ими планеты. Сериал заканчивается победой терранов, но с намёком на потенциальную угрозу из-за пределов Солнечной системы, перед которой придётся объединиться всем.

## В ролях
| Актёр         | Роль                    |
| ------------- | ----------------------- |
| Робби Бенсон  | Джей Ти Марш            |
| Джон Пэйн     | Алек Делеон, Шон Нэпьер |
| Джанис Джод   | Рита Торрес             |
| Лиза Энн Бели | Нара Бёрнс              |
| Гэри Чалк     | Марсэла                 |
| Майкл Донован | Вольф Бронский          |
| Майкл Бенэйр  | Каз Такаги              |
| Терил Ротери  | Маргарет «Мэгги» Уэстон |
| Уолтер Марш   | Уильям «Уилл» Уинфилд   |
| Ричард Ньюмен | Фэйтон                  |
| Роб Мортон    | Тайфунас                |
| Дэвид Кай     | Драконис                |

## Список серий
| Название                                                                    | Сценарист | Телепоказы                         |
| --------------------------------------------------------------------------- | --- | ---------------------------------- |
| 1. Пиратский бич (англ. Pirate Scourge)                                     | Эрик Леуолд и Майкл Иденс | 11 сентября 1993                   |
| 2. Зёрна обмана (англ. Seeds of Deception)                                  | Марк Иденс | 18 сентября 1993                   |
| 3. Скрытые опасности (англ. Hidden Terrors)                                 | Майкл Иденс | 25 сентября 1993                   |
| 4. Блицкриг (англ. Blitzkrieg)                                              | Майкл Иденс | 2 октября 1993                     |
| 5. Сопротивление! (англ. Resist!)                                           | Майкл Иденс | 9 октября 1993                     |
| 6. Цель: Земля (англ. Target: Earth)                                        | Марк Иденс | 16 октября 1993                    |
| 7. Предатель среди нас (англ. A Traitor Among Us)                           | Сьюзан Токингтон и Брайан Миллер | 23 октября 1993                    |
| 8. Выжженная Венера (англ. Scorched Venus)                                  | Майкл Иденс | 30 октября 1993                    |
| 9. Диверсия (англ. Sabotage)                                                | Марк Иденс | 6 ноября 1993                      |
| 10. Покинутые! (англ. Abandoned!)                                           | Джим Карлсон и Терренс МакДоннелл | 13 ноября 1993                     |
| 11. Выводок (англ. The Brood)                                               | Стефен Леви | 20 ноября 1993                     |
| 12. Предательство (англ. Betrayal)                                          | Роберт Форвард | 27 ноября 1993                     |
| 13. Бросая вызов Олимпу (англ. Defying Olympus)                             | Майкл Иденс | 4 декабря 1993                     |
| 14. Встреча (англ. The Gathering)                                           | Майкл Иденс и Стивен Састарсик | 12 сентября 1994                   |
| 15. Посланцы (англ. The Embassy)                                            | Майкл Иденс и Роберт Форвард | 13 сентября 1994                   |
| 16. Пиратский выкуп (англ. Pirates Ransom)                                  | Майкл Иденс, Марк Иденс, Тед Педерсен и Фрэнсис Мосс | 14 сентября 1994                   |
| 17. Абсолютное оружие (англ. Ultimate Weapon)                               | Марк Иденс, Джим Карлсон и Терренс МакДоннелл | 15 сентября 1994                   |
| 18. Расходный (англ. Expendable)                                            | Марк Иденс и Лэн Вейн | 16 сентября 1994                   |
| 19. Заблуждение (англ. Mind Set)                                            | Марк Иденс и Шери Гудхартс | 19 сентября 1994                   |
| 20. Новый вид (англ. The Last Man)                                          | Марк Иденс и Брукс Вачтель | 20 сентября 1994                   |
| 21. Драконья скала (англ. Dragon's Rock)                                    | Марк Иденс, Ханс Баймлер и Ричард Мэннинг | 21 сентября 1994                   |
| 22. Во тьме (англ. Inner Dark)                                              | Марк Иденс, Джим Карлсон и Терренс МакДоннелл | 22 сентября 1994                   |
| 23. Псы войны (англ. The Dogs of War)                                       | Марк Иденс и Шери Гудхартс | 23 сентября 1994                   |
| 24. Первый шаг (англ. The First Step)                                       | Марк Иденс, Тед Педерсен и Фрэнсис Мосс | 26 сентября 1994                   |
| 25. Величайший страх (англ. The Greatest Fear)                              | Марк Иденс и Стефен Леви | 27 сентября 1994                   |
| 26. Плоть уползает (англ. Flesh Crawls)                                     | Марк Иденс и Ричард Мюллер | 28 сентября 1994                   |
| 27. За щитом (англ. Behind The Shield)                                      | Марк Иденс, Тед Педерсен и Фрэнсис Мосс | 29 сентября 1994                   |
| 28. Восставшая Венера (англ. Venus Rising)                                  | Марк Иденс и Брукс Вачтель | 30 сентября 1994                   |
| 29. Чудо (англ. Miracle)                                                    | Марк Иденс и Лэн Вейн | 3 октября 1994                     |
| 30. Под кожей (англ. Under The Skin)                                        | Марк Иденс и Мэттью Иденс | 4 октября 1994                     |
| 31. Ультиматум (англ. Ultimatum)                                            | Марк Иденс и Шери Гудхарц | 5 октября 1994                     |
| 32. Племя войны (англ. Warrior Brood)                                       | Марк Иденс и Стив Каден | 6 октября 1994                     |
| 33. Война снов (англ. The Dream War)                                        | Марк Иденс и Мартин Паско | 7 октября 1994                     |
| 34. Не сдаваться (англ. No Surrender)                                       | Марк Иденс, Тед Педерсен и Фрэнсис Мосс | 10 октября 1994                    |
| 35. Брандер (англ. Fire Ship)                                               | Марк Иденс и Брукс Вачтель | 11 октября 1994                    |
| 36. Марсианская удача (англ. Martian Luck)                                  | Марк Иденс и Мэттью Иденс | 12 октября 1994                    |
| 37. Потерянный патруль (англ. The Lost Patrol)                              | Марк Иденс и Шери Гудхартс | 13 октября 1994                    |
| 38. Зов неизвестного (англ. Call of the Unknown)                            | Марк Иденс и Лэн Вейн | 14 октября 1994                    |
| 39. Сердце Марса (англ. Heart of Mars)                                      | Марк Иденс, Тед Педерсен и Фрэнсис Мосс | 17 октября 1994                    |
| 40. Крылатая ярость (англ. Winged Fury)                                     | Марк Иденс и Ричард Мюллер | 18 октября 1994                    |
| 41. Ночь предателя (англ. Night of the Traitor)                             | Марк Иденс, Ханс Баймлер и Ричард Мэннинг | 19 октября 1994                    |
| 42. Испытание боем (англ. Trial by Combat)                                  | Марк Иденс и Кэтрин Хьюстон | 20 октября 1994                    |
| 43. Идеальный воин (англ. The Perfect Warrior)                              | Марк Иденс и Мэттью Иденс | 21 октября 1994                    |
| 44. Цена доблести (англ. The Price of Courage)                              | Марк Иденс и Брукс Вачтель | 24 октября 1994                    |
| 45. Тёмная река (англ. Dark River)                                          | Марк Иденс, Кэрен Уиллсон и Крис Вебер | 25 октября 1994                    |
| 46. Военное искусство (англ. The Art of War)                                | Марк Иденс и Шери Гудхартс | 26 октября 1994                    |
| 47—51. Крах Неосапиантской Империи (англ. The Fall of The Neosapien Empire) | Майкл Иденс (1, 5), Рольф Штайнер (1), Джи. Ф. Себастьян (1), Пол Лазарро (1); Марк Иденс (2—5), Тед Педерсен и Фрэнсис Мосс (2); Джефф Джиллетт (3); Ник Саган (4) | с 27 октября по 2 ноября 1994 года |
| 52. По ту сторону Хаоса (англ. Beyond Chaos)                                | Марк Иденс | 3 ноября 1994                      |

## Производство и выпуск
По словам Уилла Меньота, сначала он работал над первым сезоном «Людей Икс», но из-за производственных задержек ни одного эпизода не попало в эфир до 31 октября 1992 года, и никто не знал наверняка, что это будет, успех или провал. Затем ему предложили поучаствовать в создании пилотного выпуска «Exo-Force» в Universal Studios. Придуманные версии экзоскелетов напомнили о любимых аниме, таких как Mobile Suit Gundam, Ideon, Macross и Dougram. Пилот шёл всего 45 секунд и был нарисован на японской студии Sunrise. К моменту трансляции название изменили на Exo-Squad. «Со своей стороны замечу: распространённое заблуждение, что я „создал“ шоу, хотя, на самом деле, к тому времени, когда я присоединился к нему, было сделано множество наработок. Я помог улучшить его, но реальный создатель серии — Джефф Сигал. Я внёс свой вклад в разработку персонажей. Концепция в значительной степени была связана с Джеффом и моей любовью к Японии. Мы оба провели время в Токио и почувствовали, что пришло время поднять уровень аниме на рынке в Штатах через „Exosquad“», — рассказал продюсер.
Повествование развивалось по образцу Второй мировой войны в Европе и на Тихом океане, например: Варшавское восстание, наступление в Арденнах, битва за Окинаву, штурм Берлина.
У создателей были планы на третий сезон, но в Fox и Universal решили закрыть сериал из-за низких рейтингов. Тем, кто видели «Exo-Squad», он очень понравился, но большинство даже не знали о его существовании. Рон Макферсон, дизайнер и иллюстратор From Art to Design, Inc., подчеркнул, что Playmates Toys хотели расширить свою линию игрушек, Universal же намеревались лицензировать персонажей «Роботека» для добавления в «Эхо-взвод», чтобы заработать больше денег. Но в середине 1990-х годов рухнул американский телевизионный анимационный рынок. Многие независимые студии были закрыты или вошли в состав крупных компаний. Популярными стали многочисленные клоны шоу Опры Уинфри, которые можно производить дёшево и очень успешно на целые годы вперёд. Дневные блоки анимации в будни почти полностью исчезли. Показывать мультсериал в 4 часа утра было абсолютно невыгодно.
Что произошло после эпизода «По ту сторону Хаоса» — осталось за кадром. Майкл Иденс обозначил ключевые моменты сценария: Нара Бёрнс и Кетцер важны в борьбе с инопланетянами; клон Фэйтона, обнаруженный в последней серии, будет активирован, чтобы вести неосапиантов против пришельцев рядом с людьми, что поднимает вопрос о том, насколько ему можно доверять; тёмная материя является ключом к победе над врагами — именно поэтому они избавились от планеты Хаос. Существовали также намерения по выпуску ответвления Exo-Pirates о судьбе тех, кто был на Хаосе, когда его перенесли в другое измерение. Затем они должны были объединиться в сюжете: планета возвращается в Солнечную систему, чтобы помочь Эхофлоту и его союзникам разбить могущественного противника.
Также на основе сериала выпускались игрушки — экзоскелеты и персонажи, которые были сделаны качественно и стоили дорого, но оказались забыты.
В декабре 2008 года Universal Studios Home Entertainment анонсировала DVD. В 2009 году на двух дисках были изданы 13 серий первого сезона. Премьера Exosquad состоялась в сентябре 1993 года, поэтому сказывается возраст сериала. Изображение чёткое, цвета приличные, но иногда встречаются грязь и пыль, некоторые сцены не сбалансированы. Английская стерео дорожка совместима с Dolby Pro Logic II, хотя это тяжеловато для центрального канала. Звук был тихим, что заставляло увеличивать громкость. Доступны английские субтитры. На каждом диске есть опция «воспроизвести всё» и главы. Дополнительных материалов нет, что может разочаровать поклонников, но их порадует сам факт выхода.
Джефф Сигал и Майкл Иденс неоднократно обсуждали выпуск всех серий на DVD и производство фильма, однако у них нет авторских прав, а Universal так и не дали разрешения.
С 2020 года все серии доступны на потоковом сервисе Peacock.

## Отзывы
Существует мнение, что мультсериал содержит в себе мощный философский подтекст. «Эхо-взвод» напоминает человечеству о последствиях собственных действий и цене свободы. В то время как большинство других меха полностью сосредоточены на главном герое и его крестовом походе против универсального злодея, здесь не существует абсолютного добра и зла, в конце концов, непросто осознать, кто на самом деле виноват. Эпиграфом могли стать слова генерала Шермана: «Я знаю, что не участвовал в этой войне, и я знаю, что сегодня принесу больше жертв, чем кто-либо из вас, чтобы обеспечить мир».
Журнал Paste включил «Эхо-взвод» в список 7 необычайно мрачных мультфильмов 1990-х для детей. Сериал затрагивал темы расизма, рабства и самоопределения, а также гражданских и психологических издержек войны.
Журнал «Мир фантастики» заметил: американское ТВ много лет показывало перемонтированные аниме о боевых роботах, но только в 1993 году сумело создать нечто подобное. «Эхо-взвод» — классическая меха, где бойцы сражаются в летающих бронированных экзоскелетах. По меркам западной анимации он оказался серьёзным и взрослым: герои гибнут и теряют близких, а у их противников, восставших рабов-неосапиантов, есть резонная причина ненавидеть человечество. Сериалу не повезло с российским переводом — сначала он получил название «Космические спасатели лейтенанта Марша», а затем локализаторы перепутали «эхо» и «экзо». Но, как его ни назови, это яркий образец космической фантастики, незаслуженно забытый в наши дни.
В 2018 году «Эхо-взвод» упоминался в фильме «Первому игроку приготовиться»: показан аппарат PO-024 Field Repair E-Frame, принадлежавший Мэгги Уэстон.

## Игра
В 1995 году для консоли Sega Mega Drive была выпущена игра по мотивам мультсериала. В ней имеется 20 различных уровней и 3 играбельных персонажа: Джей Ти Марш (полёт), Бронский (платформенные уровни) и сержант Торрес (поединки).